# Liste der Biografien/Verh
Liste der Biografien |
Portal Biografien |
Personensuche
# |
A |
B |
C |
D |
E |
F |
G |
H |
I |
J |
K |
L |
M |
N |
O |
P |
Q |
R |
S |
T |
U |
V |
W |
X |
Y |
Z |
?
 
Va |
Vd |
Ve |
Vh |
Vi |
Vj |
Vl |
Vn |
Vo |
Vr |
Vs |
Vt |
Vu |
Vy
 
Vea |
Veb |
Vec |
Ved |
Vee |
Veg |
Veh |
Vei |
Vej |
Vek |
Vel |
Vem |
Ven |
Veo |
Veq |
Ver |
Ves |
Vet |
Veu |
Vev |
Vex |
Vey |
Vez
 
Vera |
Verb |
Verc |
Verd |
Vere |
Verf |
Verg |
Verh |
Veri |
Verj |
Verk |
Verl |
Verm |
Vern |
Vero |
Verp |
Verq |
Verr |
Vers |
Vert |
Veru |
Verv |
Verw |
Very |
Verz
Die Liste der Biografien führt alle Personen auf, die in der deutschsprachigen Wikipedia einen Artikel haben. Dieses ist eine Teilliste mit 121 Einträgen von Personen, deren Namen mit den Buchstaben „Verh“ beginnt.

## Verh

### Verha
- Verhaag, Bertram (* 1944), deutscher Dokumentarfilmer
- Verhaas, Jan (* 1966), niederländischer Snookerschiedsrichter und Funktionär
- Verhaecht, Tobias (1561–1631), flämischer Maler und Zeichner des späten Manierismus
- Verhaegen, August (1941–2012), belgischer Radrennfahrer
- Verhaegen, Frans (* 1948), belgischer Radrennfahrer
- Verhaegen, Pé (1902–1958), belgischer Radrennfahrer
- Verhaegen, Pierre-Théodore (1796–1862), belgischer Rechtshistoriker, Richter und Rechtsanwalt
- Verhaegh, Paul (* 1983), niederländischer Fußballspieler
- Verhaeghe, Carter (* 1995), kanadischer Eishockeyspieler
- Verhaeghe, Frans (* 1945), belgischer Historiker und Mittelalterarchäologe
- Verhaeghe, Jean-Daniel (* 1944), französischer Regisseur
- Verhaeghe, Julia (1910–1997), belgische Gründerin der geistlichen Familie „Das Werk“
- Verhaeghe, Paul (* 1955), belgischer Psychologe, Psychoanalytiker und Hochschullehrer
- Verhaeghen, Paul (* 1965), belgischer Schriftsteller und Kognitionspsychologe
- Verhaeren, Émile (1855–1916), belgischer DichterÉmile Verhaeren (1855–1916)

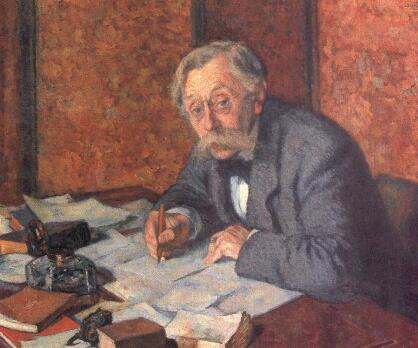
Émile Verhaeren (1855–1916)

- Verhagen, Maxime (* 1956), niederländischer Politiker (CDA), MdEP
- Verhagen, Sanne (* 1992), niederländische Judoka
- Verhaghen, Pieter Jozef (1728–1811), flämischer Maler
- Verhas, Frans (1827–1897), belgischer Genremaler
- Verhas, Jan (1834–1896), belgischer Genremaler
- Verhas, Maximilian (* 1960), deutscher Bildhauer
- Verhas, Theodor (1811–1872), deutscher Zeichner und Maler der Romantik
- Verhavert, Henri (1874–1955), belgischer Turner

### Verhe
- Verhees, Pieter (* 1989), belgischer Volleyballspieler und Trainer
- Verheggen, Hendrik Frederik (1809–1883), niederländischer Maler und Aquarellist
- Verheggen, Jean-Pierre (1942–2023), belgischer Schriftsteller französischer Sprache
- Verheiden, Mark (* 1956), US-amerikanischer Drehbuch- und Comicautor
- Verheijen, Carl (* 1975), niederländischer Eisschnellläufer
- Verheijen, Eddy (* 1946), niederländischer Eisschnellläufer
- Verheijen, Jilis A. J. (1908–1997), niederländischer Ethnologe
- Verhein, Siegfried (1897–1963), deutscher Offizier, zuletzt Generalleutnant im Zweiten Weltkrieg
- Verhelst, Egid der Ältere (1696–1749), flämischer Bildhauer und Vertreter des bayerischen Barock und Rokoko
- Verhelst, Egid der Jüngere (1733–1804), deutscher Kupferstecher
- Verhelst, Ignatz (1729–1792), Bildhauer und Vertreter des Barock und Rokoko
- Verhelst, Joseph (1932–2014), belgischer Radrennfahrer
- Verhelst, Louis (* 1990), belgischer Straßenradrennfahrer
- Verhelst, Peter (* 1962), flämischer Schriftsteller, Dichter, Theaterautor, Performer und Dramatiker
- Verherstraeten, Servais (* 1960), belgischer Politiker und Staatssekretär
- Verherstraeten, Simon (* 1999), belgischer Sprinter
- Verheugen, Günter (* 1944), deutscher Politiker (SPD), MdB, EU-Kommissar und Vizepräsident der Europäischen KommissionGünter Verheugen (* 1944)

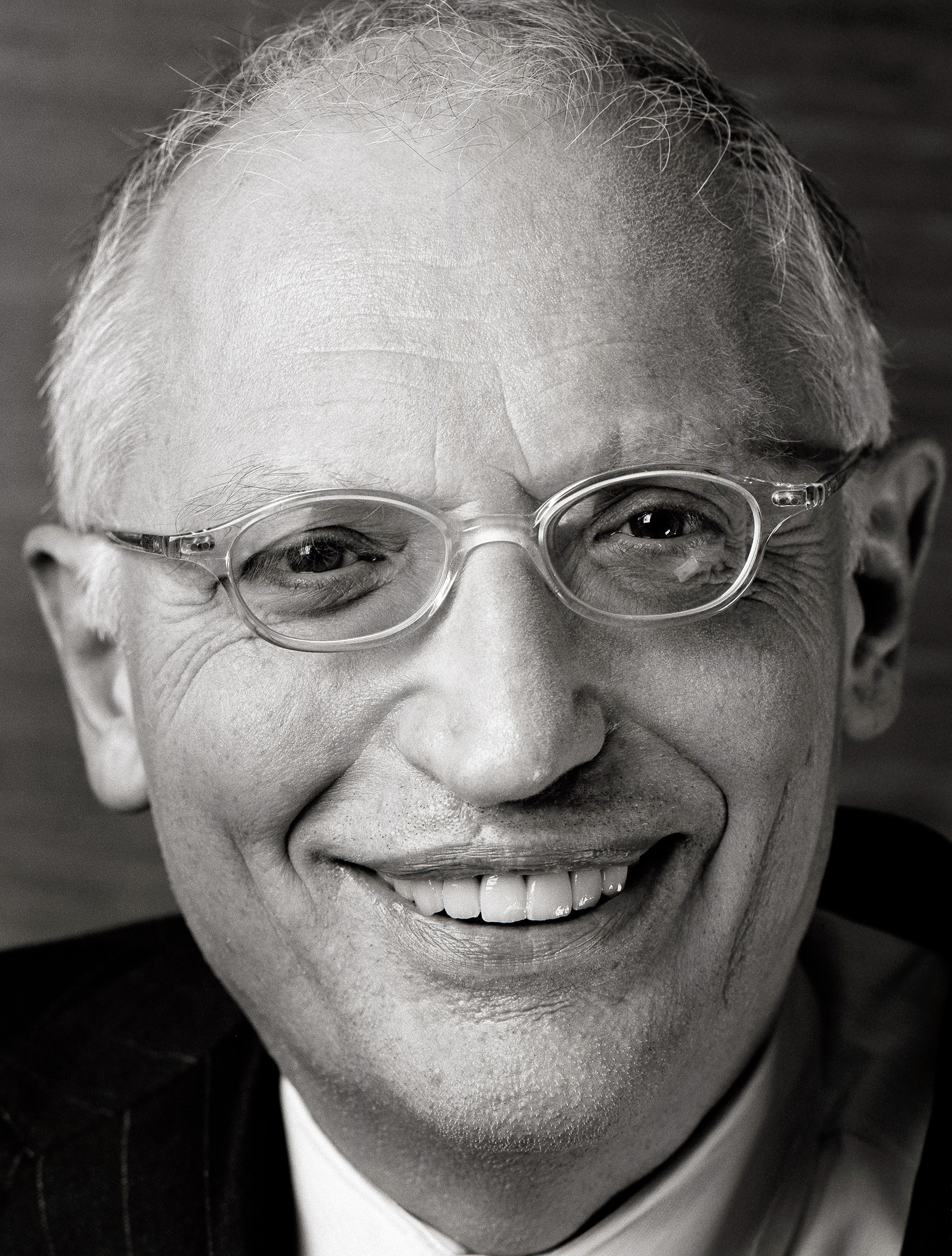
Günter Verheugen (* 1944)

- Verhey, Theodoor (1848–1929), niederländischer Komponist
- Verheyde, Sylvie (* 1967), französische Drehbuchautorin und Regisseurin
- Verheyden, Joseph (* 1957), belgischer Theologe und Hochschullehrer
- Verheyden, Ruben (* 2000), belgischer Mittelstreckenläufer
- Verheyen, Carl (* 1954), US-amerikanischer Gitarrist
- Verheyen, Erik (* 1958), belgischer Zoologe
- Verheyen, Franz (1877–1955), deutscher Radrennfahrer
- Verheyen, Geert (* 1973), belgischer Radrennfahrer
- Verheyen, Gert (* 1970), belgischer Fußballnationalspieler und -trainer
- Verheyen, Hans (* 1944), deutscher Politiker (Bündnis 90/Die Grünen), MdB
- Verheyen, Jan (* 1944), belgischer Fußballspieler
- Verheyen, Jean (1896–1954), belgischer Radrennfahrer
- Verheyen, Jef (1932–1984), belgischer Maler
- Verheyen, Lena (* 1991), deutsche Volleyballspielerin
- Verheyen, Melanie (* 1989), deutsche Volleyballspielerin
- Verheyen, Philip (1648–1710), flämischer Chirurg, Anatom und Autor
- Verheyen, René (* 1952), belgischer Fußballspieler und -trainer
- Verheyen, René-Karel (1907–1961), belgischer Ornithologe und Hochschullehrer
- Verheyen, Robin (* 1983), belgischer Jazzmusiker (Saxophon, Komposition)
- Verheyen, Roda (* 1972), deutsche Rechtsanwältin und Verfassungsrichterin
- Verheyen, Rudolf Wilhelm (1878–1915), deutscher Architekt
- Verheyen, Sabine (* 1964), deutsche Politikerin (CDU), MdEP
- Verheyen, Walter (1932–2005), belgischer Mammaloge

### Verho
- Verhoef, Chris (* 1940), niederländischer Fußballschiedsrichter
- Verhoef, Esther (* 1968), niederländische Autorin
- Verhoef, Marijana (* 1986), serbische Theaterautorin, Dramaturgin und Filmemacherin
- Verhoef, Schalk (1935–1997), niederländischer Radrennfahrer
- Verhoef, Toon (* 1946), niederländischer Maler
- Verhoeff, Jan Andreas (1911–1944), niederländischer Widerstandskämpfer und NS-Opfer
- Verhoeff, Karl Wilhelm (1867–1945), deutscher Zoologe und Entomologe
- Verhoeff, Rudy (* 1989), kanadischer Volleyballspieler
- Verhoek, John (* 1989), niederländischer FußballspielerJohn Verhoek (* 1989)

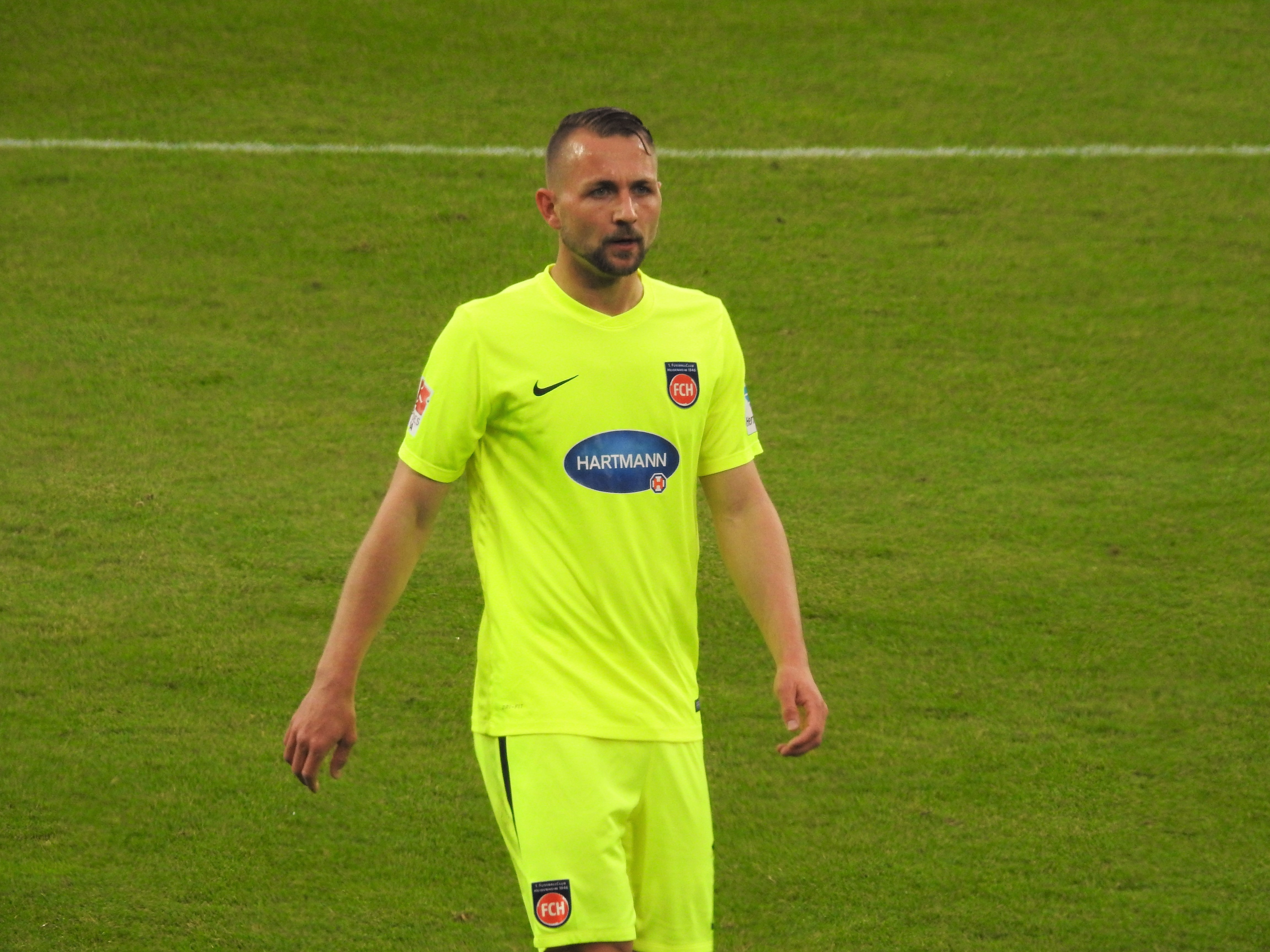
John Verhoek (* 1989)

- Verhoek, Wesley (* 1986), niederländischer Fußballspieler
- Verhoene, Kenny (* 1973), belgischer Fußballspieler und -trainer
- Verhoesen, Albertus (1806–1881), niederländischer Maler
- Verhoeven, Aimé (1935–2021), belgischer Ringer
- Verhoeven, Anak (* 1996), belgische Sportkletterin
- Verhoeven, Arnold (1905–1998), deutscher Politiker (CDU), MdB
- Verhoeven, Dries (* 1976), niederländischer Theatermacher und Konzeptkünstler
- Verhoeven, Frans (* 1966), niederländischer Endurorennfahrer
- Verhoeven, Lis (1931–2019), deutsche Schauspielerin
- Verhoeven, Luca (* 1979), deutscher Schauspieler
- Verhoeven, Michael (1938–2024), deutscher Filmregisseur
- Verhoeven, Nico (* 1962), niederländischer Radrennfahrer
- Verhoeven, Nicolas (1896–1981), niederländischer römisch-katholischer Bischof
- Verhoeven, Paul (1901–1975), deutscher Schauspieler, Regisseur, Theaterdirektor und Autor
- Verhoeven, Paul (* 1938), niederländischer Filmregisseur und DrehbuchautorPaul Verhoeven (* 1938)

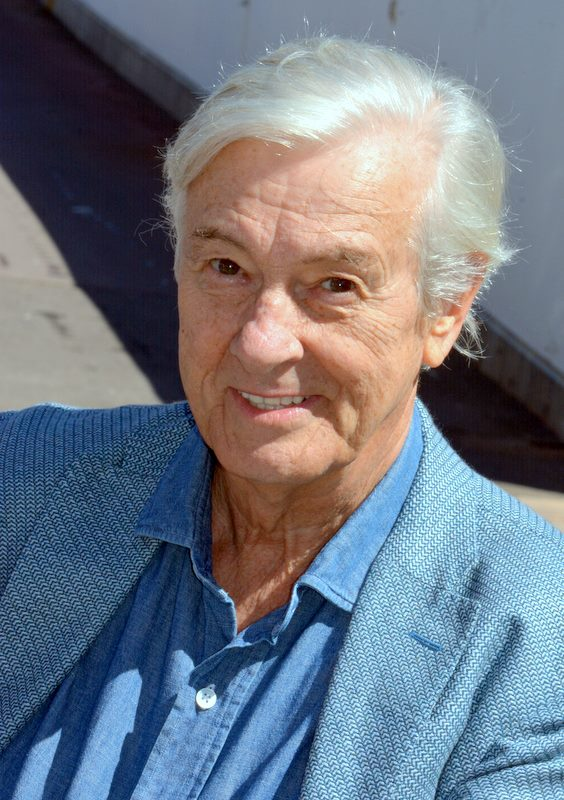
Paul Verhoeven (* 1938)

- Verhoeven, Rico (* 1989), niederländischer K-1-Kämpfer und aktueller Glory Schwergewicht Champion
- Verhoeven, Simon (* 1972), deutscher Schauspieler und Regisseur
- Verhoeven, Theodorus (1907–1990), niederländischer Missionar und Paläontologe
- Verhoeven-van Elsbergen, Ursula (* 1957), deutsche Ägyptologin
- Verhoff, Arnold (1889–1972), deutscher Politiker der CDU
- Verhoff, Marcel (* 1970), deutscher Rechtsmediziner
- Verhofstadt, Guy (* 1953), belgischer Politiker (Open VLD), MdEPGuy Verhofstadt (* 1953)

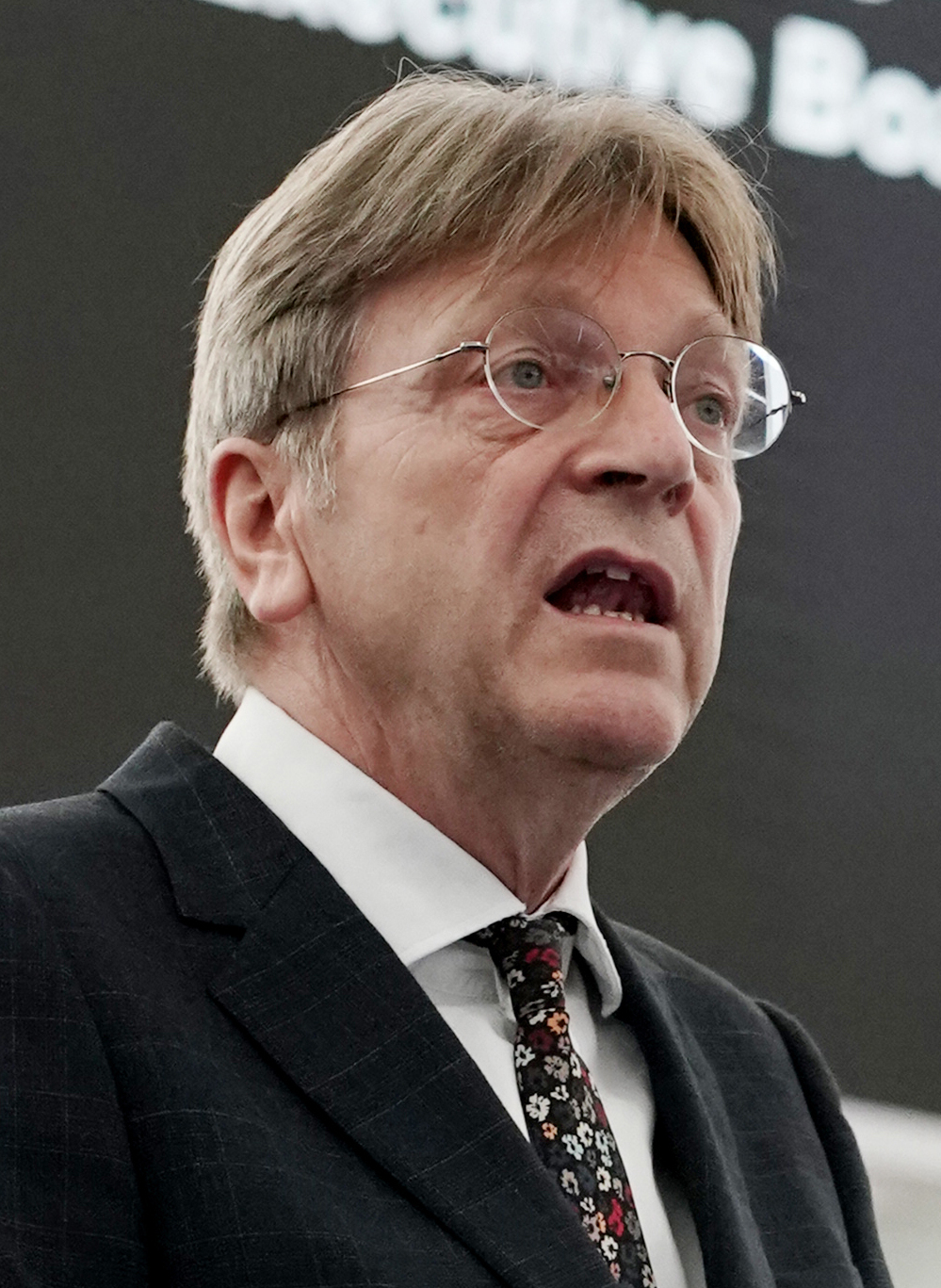
Guy Verhofstadt (* 1953)

- Verholen, Friedrich (1901–1993), deutscher Politiker (SPD), MdL
- Verhon, Patrick (* 2004), brasilianischer Fußballspieler
- Verhoogen, John (1912–1993), belgisch-US-amerikanischer Geologe
- Verhoolen, Ute (1948–2013), deutsche Journalistin, Fernsehansagerin und Moderatorin
- Verhorst, Johannes Petrus (1657–1708), Weihbischof in Trier
- Verhounig, Phillip (* 2006), österreichischer Fußballspieler
- Verhovay, Gyula (1849–1906), ungarischer Journalist und Politiker
- Verhoven, Edmund (1740–1813), deutscher Zisterzienserabt
- Verhoyen, Peter (* 1968), belgischer Flötist und Pikkoloflötist

### Verhu
- Verhuell, Carel Hendrik (1764–1845), holländisch-französischer Admiral und Diplomat
- Verhülsdonk, Eduard (1884–1934), deutscher Journalist und Politiker (Zentrum), MdR
- Verhülsdonk, Roswitha (* 1927), deutsche Politikerin (CDU), MdBRoswitha Verhülsdonk (* 1927)

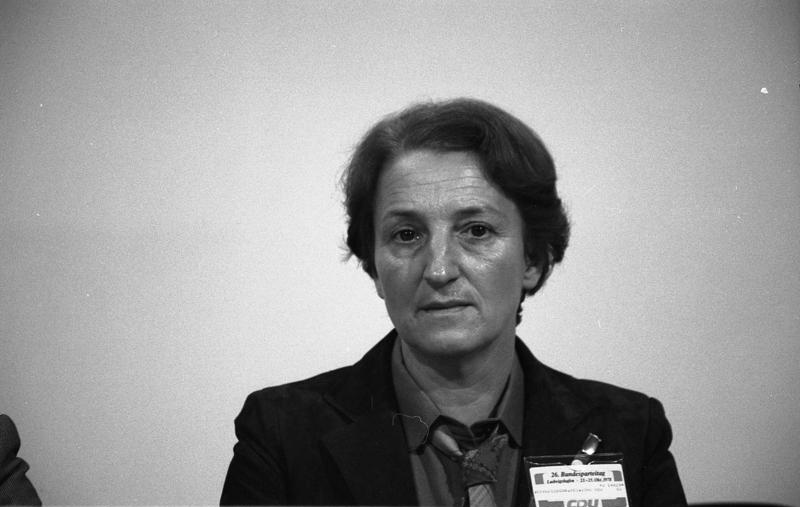
Roswitha Verhülsdonk (* 1927)

- Verhulst, Adriaan (1929–2002), belgischer Historiker
- Verhulst, Davino (* 1987), belgischer Fußballtorwart
- Verhulst, Dimitri (* 1972), flämischer Schriftsteller
- Verhulst, Gert (* 1968), belgischer Schauspieler, Drehbuchautor, Filmregisseur, Moderator und Unternehmer
- Verhulst, Hans (1921–2005), niederländischer Bildhauer und Graphiker
- Verhulst, Johannes (1816–1891), niederländischer Dirigent und Komponist
- Verhulst, Mayken, flämische Malerin
- Verhulst, Pierre-François (1804–1849), belgischer Mathematiker
- Verhulst, Raf (1866–1941), flämischer Journalist, Schriftsteller und Lehrer nationalistischer Tendenz
- Verhulst, Rombout (1624–1698), flämischer Bildhauer
- Verhulst, Willem, Generaldirektor von Nieuw Amsterdam, dem heutigen New York
- Verhulst, Willem (1898–1975), flämischer Nationalist und Offizier der flämischen SS
- Verhulst-Wild, Gladys (* 1997), französische Radrennfahrerin
- Verhunc, Fanchette (1874–1944), slowenische Opernsängerin (Sopran) und Gesangspädagogin
- Verhuven, Willi (* 1950), deutscher Unternehmer